# 9 tháng 8
Ngày 9 tháng 8 là ngày thứ 221 (222 trong năm nhuận) trong lịch Gregory. Còn 144 ngày trong năm.

## Sự kiện
- 48 TCN – Nội chiến Caesar: Julius Caesar giành chiến thắng quyết định trước Pompey trong trận Pharsalus tại Farsala, Pompey chạy đến Ai Cập.
- 378 – Trong Trận Hadrianopolis, một đội quân lớn dưới quyền Hoàng đế La Mã Valens chiến bại trước người Visigoth tại khu vực nay thuộc Thổ Nhĩ Kỳ.
- 1173 – Việc xây dựng một tháp chuông, sau này trở thành tháp nghiêng Pisa, được bắt đầu.
- 1942 – Nhà lãnh đạo người Ấn Độ Mahatma Gandhi bị quân Anh bắt giữ tại Bombay, khởi đầu phong trào bất phục tùng dân sự "Rời khỏi Ấn Độ".
- 1942 – Chiến tranh thế giới thứ hai: Hải quân Nhât Bản bất ngờ tấn công lực lượng Đồng Minh gần đảo Savo trong giai đoạn đầu của Chiến dịch Guadalcanal.
- 1945 – Chiến tranh thế giới thứ hai: Hoa Kỳ ném bom hạt nhân Fat Man xuống thành phố Nagasaki tại Nhật Bản.
- 1965 – Malaysia trục xuất Singapore khỏi liên bang do xung đột ý thức hệ giữa hai đảng cầm quyền tại bang và liên bang.
- 1974 – Do hậu quả từ Vụ Watergate, Richard Nixon trở thành Tổng thống Hoa Kỳ đầu tiên từ nhiệm, thay thế ông là Phó tổng thống Gerald Ford.

## Sinh
- 1794 – Achille Valenciennes, nhà động vật học người Pháp (m. 1865).
- 1807 – Vũ Duy Thanh, danh sĩ và quan triều Nguyễn chống Pháp trong lịch sử Việt Nam (m. 1859)
- 1896 – Jean Piaget, nhà tâm lý học Thụy Sĩ (m. 1980)
- 1931 – Mário Zagallo, cầu thủ và huấn luyện viên bóng đá Brasil
- 1933 – Tetsuko Kuroyanagi, diễn viên truyền hình và tác giả viết truyện thiếu nhi người Nhật Bản
- 1938 – Leonid Kuchma, nhà chính trị Ukraina
- 1938 – Rod Laver, vận động viên quần vợt Úc
- 1946 – Phương Dung, nữ danh ca nhạc vàng, miền nam Việt Nam
- 1957 – Melanie Griffith, diễn viên điện ảnh Mỹ
- 1963 – Whitney Houston, ca sĩ và diễn viên Mỹ (m. 2012)
- 1968 – Điểu K'Ré, chính khách Việt Nam dân tộc M'Nông.
- 1969 – Divine Brown, gái gọi Mỹ, từng quan hệ với Hugh Grant
- 1973 – Filippo Inzaghi, cầu thủ bóng đá Ý
- 1977 – Mikael Silvestre, cầu thủ bóng đá Pháp
- 1981 – Lý Giai Vi, vận động viên bóng bàn Singapore
- 1981 – Tân Di Ổ, nhà văn nữ thuộc dòng văn học hiên đại người Trung Quốc
- 1982 – Tyson Gay, vận động viên điền kinh Mỹ
- 1985 – Anna Kendrick, diễn viên điện ảnh và kịch nghệ người Mỹ
- 1990 – Bill Skarsgård, diễn viên người Thuỵ Điển

## Mất
- 1932 – John Charles Fields nhà toán học Canada (s. 1863).
- 1962 – Hermann Hesse, nhà văn Đức, Nobel Văn học (s. 1877)
- 1969
  - Cecil Frank Powell, nhà vật lý Anh, Nobel Vật lý (s. 1903)
  - Sharon Tate, diễn viên Mỹ (s. 1943)
- 1975 – Dmitri Shostakovich, nhà soạn nhạc Nga (s. 1906)
- 1997 – Thiếu tướng, Giáo sư, Viện sĩ Trần Đại Nghĩa, nhà khoa học quân giới Việt Nam (s. 1913)

## Những ngày lễ và kỷ niệm
- Quốc khánh Singapore
- Ngày lễ nắm tay